# Traccatichthys pulcher
Traccatichthys pulcher és una espècie de peix de la família dels balitòrids i de l'ordre dels cipriniformes.

## Morfologia
- Els mascles poden assolir 12 cm de longitud total.[3][4]

## Hàbitat
És un peix bentopelàgic i de clima subtropical (22 °C-25 °C).

## Distribució geogràfica
Es troba a Àsia: la Xina (Guangdong i Hainan).